# Rentaülls

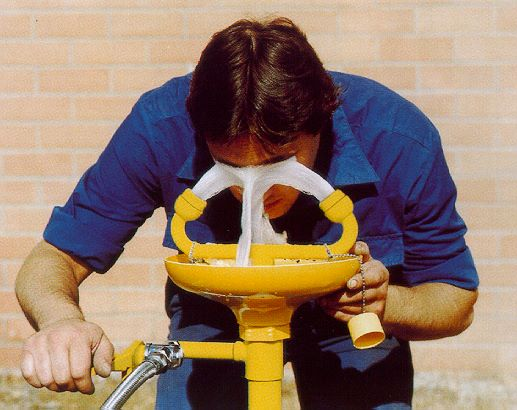
Operari emprant un rentaülls accionat manualment

Un rentaülls és un recipient amb dues fonts verticals per on surt aigua directa als ulls, utilitzat per a netejar els ulls quan hi ha caigut alguna substància.

Símbol informatiu de la localització del rentaülls.

Els rentaülls consten de dos ruixadors o filtres, separats entre 15 i 20 cm, que aporten el cabal suficient per rentar els ulls o la cara i que s'accionen mitjançant un accionador dempeus (pedal) o de colze. Els rentaülls solen estar integrades amb les dutxes de seguretat i situades a menys de 10 segons de la posició de treball d'un operador que desenvolupa el seu treball emprant substàncies o que comporten un risc especial. En qualsevol cas, el doll d'aigua ha de ser de baixa pressió per no produir dolor i amb aigua temperada.